# Chézy-en-Orxois
Chézy-en-Orxois es una comuna francesa, situada en el departamento de Aisne, de la región de Alta Francia.

## Demografía
| 419 | 381 | 297 | 302 | 324 | 346 | 360 | 408 |
| Para los censos de 1962 a 1999 la población legal corresponde a la población sin duplicidades (Fuente: INSEE [Consultar]) |     |     |     |     |     |     |     |